# Cova del Cogulló
La cova del Cogulló, o balma del Cogulló, és una cova del municipi de Vilanova de Meià (Noguera) amb representacions de pintura rupestre protegides com a Patrimoni de la Humanitat en el conjunt de l'Art rupestre de l'arc mediterrani de la península Ibèrica. Està situada en una cinglera del vessant sud-est de la muntanya del Cogulló.
L'amplada de la boca de la cova és de 12 m per uns 12 m d'alçada i la seva profunditat és d'entre 7 i 8 m. Està orientada cap al sud-est. La cova fou utilitzada per a tancar bestiar i encara es poden observar les restes del mur de tancament.
Es documenten tres figures de les quals actualment només se'n pot observar una. Es tracta d'una figura esquemàtica de color vermell, un quadrúpede esquematitzat d'uns 10 cm de llargada. El conjunt rupestre es data de l'edat del bronze.